# Hermes DVS in het seizoen 1969/70
Het seizoen 1969/1970 was het 16e jaar in het bestaan van de Schiedamse betaaldvoetbalclub Hermes DVS. De club kwam uit in de Tweede divisie en eindigde daarin op de zesde plaats. Tevens deed de club mee aan het toernooi om de KNVB beker, hierin werd de club in de tweede ronde, na verlenging, uitgeschakeld door DWS (1–3).

## Wedstrijdstatistieken

### Tweede divisie
|       | AGOVV | Baronie | SC Drente | EDO   | Eindhoven | Gooiland | Heerenveen | Limburgia | NOAD  | PEC   | RBC   | Roda JC | Velox | FC VVV | Wageningen | ZFC   |
| ----- | ----- | ------- | --------- | ----- | --------- | -------- | ---------- | --------- | ----- | ----- | ----- | ------- | ----- | ------ | ---------- | ----- |
| Thuis | 1 – 2 | 1 – 1   | 3 – 1     | 1 – 0 | 1 – 1     | 5 – 2    | 3 – 2      | 7 – 0     | 2 – 1 | 3 – 3 | 0 – 1 | 2 – 1   | 2 – 2 | 2 – 0  | 1 – 1      | 2 – 2 |
| Uit   | 0 – 2 | 0 – 0   | 2 – 1     | 1 – 2 | 2 – 1     | 0 – 1    | 2 – 0      | 1 – 0     | 1 – 4 | 0 – 0 | 1 – 1 | 1 – 0   | 2 – 0 | 0 – 2  | 0 – 2      | 1 – 1 |

### KNVB beker
| 1e ronde                                         | Hermes DVS                                          | 2 – 0 (1 – 0)               | Veendam                |
| 19 oktober 1969 Plaats: Schiedam Harga           | Cees van Kooten 3' Ger Bakkes 85'                   |                             |                        |
| 2e ronde                                         | DWS                                                 | 3 – 1 (0 – 0) Na verlenging | Hermes DVS             |
| 1 maart 1970 Plaats: Amsterdam Olympisch Stadion | Klaas Nuninga 94' Wim Muller 98' Karel Bonsink 112' |                             | 114' Aad van der Voort |

## Statistieken Hermes DVS 1969/1970

### Eindstand Hermes DVS in de Nederlandse Tweede divisie 1969 / 1970
| Stand | Gespeeld | Gewonnen | Gelijk | Verloren | Punten | Doelpunten voor | Doelpunten tegen |
| ----- | -------- | -------- | ------ | -------- | ------ | --------------- | ---------------- |
| 6e    | 32       | 14       | 10     | 8        | 38     | 53              | 34               |

### Topscorers
| #              | Naam                 | Goal |
| -------------- | -------------------- | ---- |
| 1.             | Cees van Kooten      | 23   |
| 2.             | Ger Bakkes           | 7    |
| 3.             | Theo de Raaij        | 6    |
| 4.             | Wim Klein            | 5    |
| 5.             | Dick van Nierop      | 3    |
| 6.             | Ties van Duppen      | 2    |
| 6.             | Aad van der Voort    | 2    |
| 8.             | Gerard Flaes         | 1    |
| 8.             | Ger Lagendijk        | 1    |
| 8.             | Aad van der Stelt    | 1    |
| 8.             | Joop Stuivenberg     | 1    |
| Eigen doelpunt |                      |      |
| –              | Piet IJpelaar (NOAD) | 1    |
| Totaal         | Totaal               | 53   |

| #      | Naam              | Goal |
| ------ | ----------------- | ---- |
| 1.     | Ger Bakkes        | 1    |
| 1.     | Cees van Kooten   | 1    |
| 1.     | Aad van der Voort | 1    |
| Totaal | Totaal            | 3    |

## Voetnoten
AGOVV · Baronie · SC Drente · EDO · Eindhoven · Gooiland · Heerenveen · Hermes DVS · Limburgia · NOAD · PEC · RBC · Roda JC · Velox · FC VVV · Wageningen · ZFC